# Custer (Míchigan)
Custer es una villa ubicada en el condado de Mason en el estado estadounidense de Míchigan. En el Censo de 2010 tenía una población de 284 habitantes y una densidad poblacional de 111,32 personas por km².

## Geografía
Custer se encuentra ubicada en las coordenadas 43°57′2″N 86°13′5″O / 43.95056, -86.21806. Según la Oficina del Censo de los Estados Unidos, Custer tiene una superficie total de 2.55 km², de la cual 2.55 km² corresponden a tierra firme y (0%) 0 km² es agua.

## Demografía
Según el censo de 2010, había 284 personas residiendo en Custer. La densidad de población era de 111,32 hab./km². De los 284 habitantes, Custer estaba compuesto por el 97.18% blancos, el 0.7% eran afroamericanos, el 0.35% eran amerindios, el 0% eran asiáticos, el 0% eran isleños del Pacífico, el 0% eran de otras razas y el 1.76% pertenecían a dos o más razas. Del total de la población el 3.87% eran hispanos o latinos de cualquier raza.